# Arturs Alberings
Arturs Alberings (ur. 26 grudnia 1876 w Rūjienie w Inflantach, zm. 1934) – łotewski agronom i polityk chłopski, wieloletni minister oraz premier Republiki (1926).

## Życiorys
Studiował agronomię w Instytucie Politechnicznym w Rydze (w 1906 uzyskał tytuł licencjata), następnie stał na czele jednej ze szkół rolniczych w Rosji. W 1910 objął urząd dyrektora Centralnego Biura Rolniczego w Rydze. Zakładał bractwo „Fraternitas Rusticana” na Uniwersytecie Łotwy.
W 1918 był członkiem Łotewskiej Rady Narodowej, która 18 listopada ogłosiła niepodległość państwa. W 1920 wybrano go do Konstytuanty, posłem pozostał przez kilka kolejnych kadencji (I, II i III) do października 1931. Reprezentował stronnictwo chłopskie (Latvijas Zemnieku Savienība, LZS).
7 maja 1926 mianowano go następcą Kārlisa Ulmanisa w roli premiera, we wrześniu tego roku otrzymał nadzór nad resortem finansów. W grudniu 1926 został zastąpiony w roli szefa rządu przez Marģersa Skujenieksa.
W rządzie Hugo Celmiņš pełnił funkcję ministra rolnictwa (1928–1930), resortem tym kierował również w gabinecie Ulmanisa (1931).
Jesienią 1931 wycofał się z polityki.

## Odznaczenia
- Order Trzech Gwiazd II klasy (Łotwa)[1]
- Wielka Wstęga Orderu Odrodzenia Polski (1929, Polska)[2]
- Order Krzyża Orła I klasy (1932, Estonia)[1]
- Order Białej Róży Finlandii I klasy (Finlandia)[1]